# نائله خلیل
نائله خلیل خبرنگاری فلسطینی است. او در سال ۲۰۰۸ موفق به دریافت جایزه آزادی مطبوعات سمیر قصیر شد.
 این جایزه برای مقاله او با نام Palestinians pay the price of hatred – Political arrests: a settlement of accounts between "Fateh" and "Hamas که ۱۴ مارس ۲۰۰۸ در وبگاه Arab Media Internet Network منتشر شد به ارزش ۱۵۰۰۰ یورو به وی تعلق گرفت. برنده دیگر مروان حرب بود که برنده جایزه ۱۰۰۰۰ یورویی شد.
نائله خلیل معتقد است باید با «توطئهٔ سکوت، مصلحت‌جویی و موضوعات ممنوعه» مبارزه کند و «در مناطق تاکنون ممنوعه کمی پیش‌تر روند. نه از دولت حمایت کنند و نه از اپوزیسیون.»
نائله در اردوگاه پناهندگی «بلاطه» در نزدیکی نابلس زاده شده و همانجا زندگی می‌کند. دو برادرش برای شرکت در انتفاضه دوم در اسرائیل زندانی هستند و یکی از آنان کشته شده است.